# Quận Osceola, Florida
Quận Osceola là một quận thuộc tiểu bang Florida, Hoa Kỳ. Quận lỵ đóng ở Kissimmee6. 
Dân số theo điều tra năm 2010 của Cục điều tra dân số Hoa Kỳ là 268685 người.

## Địa lý
Theo Cục điều tra dân số Hoa Kỳ, quận này có diện tích 3900 km2, trong đó có 460 km2 là diện tích mặt nước.